# Louis Creuzevault
Pour les articles homonymes, voir Creuzevault.
Louis Lazare Creuzevault, né le 3 juin 1879 à Saint-Emiland et mort en 1956 à Grasse, est un éditeur et relieur d'art français.

## Biographie
Successeur en 1904 du relieur Dodé, il continue jusqu'en 1914 la fabrication de reliures semi-soignées.
Membre de l'Association nationale du livre d'art français, il remporte une médaille à l'Exposition du Musée Galliera en 1927 où il expose de même l'année suivante. En 1929, il participe au Salon des artistes décorateurs.
Creuzevault est célèbre pour ses reliures biseautées, ses paysages mosaïqués et ses dégradés.
Il est le père d'Henri Creuzevault.